# Касандрийски фар
Касандрийският фар (на гръцки: Φάρος Κασσάνδρας) е морски фар на гръцкото беломорско крайбрежие. Намира се на нос Посиди, край село Каландра, дем Касандра в административна област Централна Македония.

## История
Фарът е построен в 1864 година от Френската фарова компания. Височината на кулата е 14,5 метра, а височината на фокусната равнина е 23 метра. Пуснат е в експлоатация на 10 юли 1864 година. По време на Втората световна война не работи. В 1944 година е възстановен, като работи с масло. В 1975 година е електрифициран.